# Sidi Ahmed Ou Abdallah
Sidi Ahmed Ou Abdallah  (in arabo سيدي أحمد أو عبد الله‎?) è un centro abitato e comune rurale del Marocco situato nella provincia di Taroudant, regione di Souss-Massa. Conta una popolazione di 3 833 abitanti (censimento 2014).